# Powiat Belgard (Persante)

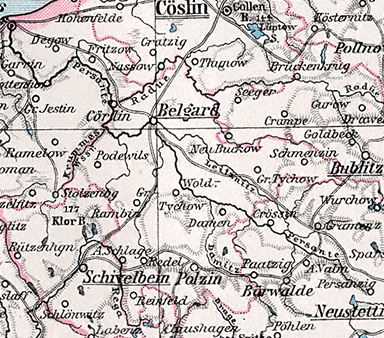
Mapa powiatu białogardzkiego z 1905 r.

Powiat Belgard (Persante), Powiat Belgard (niem. Landkreis Belgard (Persante), Kreis Belgard (Persante), Landkreis Belgard, Kreis Belgard; pol. powiat białogardzki) – dawny powiat na terenie kolejno Prus, Cesarstwa Niemieckiego, Republiki Weimarskiej oraz III Rzeszy, istniejący od 1818 do 1945. Należał do rejencji koszalińskiej, w prowincji Pomorze. Teren dawnego powiatu leży obecnie w Polsce, w województwie zachodniopomorskim.
1 października 1932 do powiatu włączono część gmin powiatów Schivelbein oraz Bublitz, które zostały rozwiązane. Powiat stał się tym samym wtedy czwartym pod względem powierzchni i piątym pow względem ludności powiatem na Pomorzu.
W 1939 roku powiat zamieszkiwało 77 062  osób, z czego 74 461 ewangelików, 1 092 katolików, 594 pozostałych chrześcijan i 71 Żydów.
Wiosną 1945 obszar powiatu zdobyły wojska 2 Frontu Białoruskiego Armii Czerwonej. Po odejściu wojsk frontowych, powiat na podstawie uzgodnień jałtańskich został przekazany polskiej administracji. Jeszcze w tym samym roku zmieniono nazwę powiatu na powiat białogardzki, nie zmieniając znacząco granic.
1 stycznia 1945 na terenie powiatu znajdowały się trzy miasta:
- Bad Polzin Połczyn-Zdrój, 6 923 mieszkańców[2]
- Belgard (Persante) Białogard, 14 801 siedziba powiatu, mieszkańców[2]
- Schivelbein Świdwin, 9 726 mieszkańców[2]

Powiat posiadał swój herb; był on pięciopolowy i przedstawiał m.in. gryfa pomorskiego, a także godła herbów miast powiatu (mur z orłem brandenburskim z herbu Świdwina oraz winorośl z herbu Połczyna-Zdroju).